# Defence Research and Development Canada
Defence Research and Development Canada (DRDC, englisch) bzw. wegen der staatlichen kanadischen Zweisprachigkeit gleichberechtigt auch Recherche et développement pour la défense Canada (RDDC, französisch) ist eine staatliche Forschungsbehörde des kanadischen Verteidigungsministeriums, des Department of National Defence (DND). Sie erforscht neue Technologien für die kanadischen Streitkräfte. Die Behörde beschäftigt rund 1.600 Mitarbeiter und verfügt über ein jährliches Budget von 350 Millionen CAD.

## Geschichte
Während des Zweiten Weltkriegs hat das National Research Council of Canada (NRC) die Aufgaben der Forschung für das Verteidigungsministerium und der kanadischen Streitkräfte wahrgenommen. Nach dem Krieg wandte sich das NRC zivilen Forschungen zu. Das kanadische Verteidigungsministerium wie auch die Streitkräfte suchten jedoch nach einer Möglichkeit, die Forschungen im militärischen Bereich fortzuführen, und gründeten das Defence Research Board (DRB) im April 1947, um die Forschungen zentral koordinieren zu können. Durch die Zusammenlegung der Teilstreitkräfte Royal Canadian Army, Royal Canadian Navy und der Royal Canadian Air Force 1968 zu den Canadian Forces (CF) wurde das Defence Research Board (DRB) der Canadian Forces im Jahr 1974 angegliedert und in Research and Development Branch (R&B) umbenannt. Am 1. April 2000 wurde das Research and Development Branch (R&B) umorganisiert sowie zu einer selbständigen Behörde, die Defence Research and Development Canada (DRDC) benannt wurde.

## Forschungszentren

### DRDC Atlantik
DRDC Atlantic befindet sich in Halifax. Das Forschungszentrum erforscht und entwickelt neue Technologien für die U-Bootjagd, Seeminentechnik, Torpedotechnologien, Waffensysteme, Schiffs-, U-Bootsysteme und betreibt u. a. auch Materialforschung.

### DRDC Ottawa
DRDC Ottawa ist eines der größeren Zentren und befindet sich in Ottawa in Shirleys Bay und erforscht verschiedene Technologien für elektromagnetische Verteidigungssysteme. Weitere Forschungsschwerpunkte sind die Elektronische Kampfführung, Kommunikations- und Netzwerksysteme, Raumfahrttechnologie sowie die Umwelt- und Nuklearforschung. Weitere Forschungsgebiete sind unter anderem:
- Entwicklung von Radargeräten
- Luftraum Radarüberwachung und Navigation
- Anti-Terrorismus Technologien
- Mobile Kommunikationssysteme
- Angriffserkennungssysteme und Analysetechniken
- Informationssicherheitssysteme
- Modellierungen und Simulationen
- Strahlenforschung
- Radar Data Exploitation
- Satelliten-Kommunikationssysteme
- Signalverarbeitungen
- Raumfahrttechnologie

### DRDC Suffield
Das DRDC Suffield befindet sich auf dem größten kanadischen Militärstützpunkt, der CFB Suffield ca. 50 km nördlich von der nächstgrößeren Stadt Medicine Hat in Alberta. Das DRDC Suffield ist der Hauptsitz der Erforschung von biologischen/chemischen Kampfstoffen und verfügt über ein forensisches Labor. Daneben befindet sich dort auch ein kleines Forschungslabor, welches unter anderem toxische chemische Substanzen produziert, die unter die Chemiewaffenkonvention fallen und gestattet sind. 
Die militärischen Ingenieurforschungseinrichtungen, die sich auch auf dem Gelände befinden, erforschen Raketen, neue Waffensysteme, explosive Materialien, Fahrzeugkomponenten für militärische Fahrzeuge sowie diverse andere Ausrüstungssysteme. 
Das Counter Terrorism Technology Center erforscht chemische oder biologische Kampfstoffe, falls das Land mit solchen angegriffen werden sollte, und trainiert Rettungspersonal für den Einsatz. 
Ein weiteres Forschungszentrum testet und erforscht neue Minentechnologien sowie das Erkennen und Entschärfen sowie die Vernichtung der Personenminen.

### DRDC Toronto
Das DRDC Toronto befindet sich auf dem Militärstützpunkt CFB Downsview. Die Schwerpunkte des Forschungszentrum liegen in der Erforschung vom Einfluss von Technologie auf den Menschen. Darunter die Interaktion zwischen Mensch und Technik sowie den sozialen und psychologischen Einfluss auf den Menschen. Forschungen u. a.:
- Human systems integration
- Menschliche Leistungsfähigkeit in stressbedingten Umweltbedingungen
- Simulation und Modellierung von Menschen in komplexen militärischen Systemen
- Teamleistung und Zusammenarbeit
- Psychologische Einflüsse auf den Menschen
- Soziale kulturelle Faktoren

### DRDC Valcartier
DRDC Valcartier befindet sich auf dem Militärstützpunkt CFB Valcartier. Es ist das größte Forschungszentrum des DRDC. Das Forschungszentrum wurde 1945 eröffnet, damals hieß es jedoch Canadian Armament Research and Development Establishment (CARDE). Das Forschungszentrum wurde Anfang 1970 in Defence Research Establishment Valcartier (DREV) und am 1. April 2000 in DRDC Valcartier umbenannt. Zu den primären Forschungsbereichen gehören u. a. Informations- und Waffensysteme.

### Niederlassungen
- DRDC/RDDC Atlantic
- DRDC/RDDC Ottawa
- DRDC/RDDC Suffield
- DRDC/RDDC Toronto
- DRDC/RDDC Valcartier